# 作物所
作物所（つくもどころ）とは、平安時代に成立した天皇の家政機関の1つ。天皇・皇后・東宮などが宮中で用いる調度品（銀器・木器など）を製作する「所」である。
元は内匠寮の雑工部門であったが、他の所々とともに蔵人所の管轄下にあり、蔵人頭が別当を兼ねる事例が多く、例えば永観2年11月16日（984年12月11日）の所充では蔵人頭藤原実資が作物所別当を兼務している（『小右記』）。ただし、細かい事例を見てみると蔵人頭以外の五位・六位の蔵人が任じられた例も多く、天暦7年10月28日（953年12月7日）に任じられた藤原斉敏は左兵衛権佐であった（『九条殿記』）。
承和7年（840年）の灌仏会において作物所が雑具を製作したとする『西宮記』の記事があり、同年以前の成立とみられる。また、同15年3月5日（嘉祥元年:848年4月11日）に作物所で火災があり、永安門の西廊が焼失している（『続日本後紀』）。
職員には前述の別当の他、頭・預・案主（史生）・小舎人・雑工からなっていた。所の別当は対外的な責任者で所の内部に関わる事はほとんどなかったが、作物所の別当は宮中の行事・儀式で用いられる調度品に関わる事から、直接作物所に製作の指示を出したり、行事・儀式に用いられる調度品の搬入や天皇への献上を行ったりした。これは、行事や儀式及び内裏の日常活動においては殿上人（五位以上と六位蔵人）しか内裏に入ることが出来ず、作物所の職員で殿上人は別当のみである場合がほとんどであったため、必然的に別当が作物所の代表者として業務を行うことになった。預は正六位クラスが任じられ、物資調達・人員管理をはじめとする事務責任者であった。案主は諸司の史生が出向して務め、文書処理などの事務作業を行っていたとみられる。雑工は木工・鍛冶・冶師・彫物工・漆工・螺鈿道工など各種の技術者・職人が属し、調度品の製作にあたっていた。また、その内容から銀工・轆轤工・革工なども存在したと推定され、母体とされる内匠寮と共通する職人が多かった。
12世紀に作成された陽明文庫所蔵の内裏図によれば、内裏内重の西南隅、永安門の北西・進物所の西側に置かれており、前述の承和15年の火災の記事とも合致している。
職掌・雑工ともに母体となった内匠寮と重複することが多いが、承和年間の段階で内匠寮とは別個の機関として機能し、儀式・行事においても個別に別々の調度品の製作を命じられていた。ただし、標山・洲浜などの「作り物」や元服や群行の際に皇子女が用いられる御櫛のように専ら作物所が製作を担当する装飾性の高い調度品もあった。芳之内圭は中国文化が積極的に取り入れられた嵯峨天皇から仁明天皇の時期に神仙思想の流行とともに、天皇やその周辺より神仙の世界を現した作り物やその他精巧な調度品などに対する需要が高まったことが作物所の成立の契機になったと推定する。
『竹取物語』では車持皇子が蓬莱の玉の枝を偽造した際に作物所の鍛冶匠が関わっていたことが知られている他、大嘗会用の台盤・銀器の製作（『醍醐天皇御記』延喜4年2月10日条）や皇后への卯杖の製作・献上（『九暦』天徳3年正月9日条）など、宮中の行事や儀式のための調度品だけでなく、天皇やその周辺が日常で用いる様々な調度品製作の記録が知られている。